# Список правителей Фризии
Первые исторически засвидетельствованные правители Фризии в различных источниках назывались герцогами или королями. Сведения об этой королевской династии сохранились в хрониках времён Меровингов, правивших в это время в государстве франков. В этих хрониках они были названы латинским словом dux (вождь), от которого происходит слово duke («герцог») и родственные слова на других языках (duc, duce, doge, duque и т. д.).
Финн, сын Фолквалда, является полулегендарной фигурой. Он был убит Хенгистом, который позже отправился в Британию и основал королевство Кент. О правителях до Финна рассказывают легенды и мифы более поздних фризов, и они также перечислены здесь в хронологическом порядке.
После перехода под власть франков Фризией правили франкские графы, а также подеста, избираемые фризами.

## Список правителей

### Короли
- Финн Фольквальдинг (полулегендарный)
- Аудульф, ок. 600
- Альдгисл I, ? — 680
- Ритзард[1]
- Радбод I, 680—719
- Поппо, 719—734
- Альдгисл II, 734—748[1]
- Гондебальд, 748—760[1]
- Радбод II, 760—786 или 734—754 или 749—775[1]

### Графы
В 775 году франки при Карле Великом взяли под контроль остаток фризской территории и включили его в своё королевство.
- Абба (Альфбад), 777—786
- Нордалах, 786—806
- Герульф Старший, вторая половина IX века
- Герульф Младший, вторая половина IX века

В 922 году Фрисландия вошла в состав графства Голландского.

### Подеста
Подеста был должностным лицом, избираемым фризами и подчинённым королевскому графу.
- Магнус Фортеман, 809 (первый получатель Карелспривилеге)
- Тако Лудигман или Фокко Лудигман, ок. 830 (защищал страну от пиратов)
- Аделбрик Аделен, ок. 830 (одержал победу над шведским герцогом при Коллуме)
- Хессел Хермана, 869—876 (успешно воевал против викингов)
- Иго Галема, 876—910
- Госсе Лудигман, 986—1000
- Сако Реиналда, 1150—1167 (много фризов были приняты в армию для крестовых походов в Святую землю)
- Сикко Сьяэрдема, 1237—1260 (граф Голландии Вильгельм II предложил ему наместническую власть в Фрисландии)
- Рейнир Каминга, 1300—1306 (убит в борьбе против «Danes Noertmannen ende»)
- Хессел Мартена, 1306—1313 (защищал Фрисландию от нападений графов Голландии)
- Юв Ювинга или Йонгхема Ю, 1396 (убит в сражении при Схотерзеил против Альберта I, герцога Баварии)
- Сейтсе Декама, 1397-?
- Гале Ханиа
- Одо Ботниа, ?-1399
- Шурд Аиарда, 1399—1410 (избран схирингерами для управления Остерго)
- Харинг Харинксма, 1399—1404 (избран схирингерами для управления Вестерго)
- Юв Декама, 1494—1498 (управлял только Остерго)

С победой схирингеров над феткоперамиом правление перешло к герцогам Саксонии:
- Альбрехт III, 1498—1500 (назначен Максимилианом I)
- Генрих V, 1500—1505
- Георг Бородатый, 1505—1515

### Штатгальтеры
В 1515 Георг Бородатый продал Фрисландию Карлу V Габсбургу. Габсбурги назначали следующих губернаторов:
- Флорис ван Эгмонт, граф Бюрена и Леердама, 1515—1518
- Вильгельм вон Роггендорф, 1518—1521
- Георг Шенк ван Таутенбург, 1521—1540
- Янко Даувама, 1522
- Максимилиан ван Эгмонт, граф Бюрена, 1540—1548
- Жан де Линь, граф Аремберг, 1549—1568 (в 1556 управление Фрисландией перешло к Филипп II, сыну Карла V Габсбурга)
- Карл ван Бримё, граф Меген, 1568—1572
- Гиллес ван Берлаймо, барон Хиргеса, 1572—1574
- Каспар Роблеский, правитель Бийи, 1574—1576 или 1572—1576
- Георг ван Лалинг, граф Ренненбергa, штатгальтер-предатель, 1576—1581 (после 1580 на службе у Филиппа II)
- Франсиско Вердуго, 1581—1594 (на службе у Филиппа II)
- Вильгельм I Оранский, 1580—1584

В 1581 Фрисландия и шесть других областей восстали и образовали Республику Соединённых провинций. Правление штатгальтеров Оранской династии стала наследственной:
- Вильгельм Людвиг, 1584—1620
- Эрнст Казимир, 1620—1632
- Хендрик Казимир I, 1632—1640
- Вильгельм Фредерик, 1640—1664
- Хендрик Казимир II, 1664—1696
- Йохан Вильгельм Фризо Оранский, 1696—1711
- Вильгельм IV Оранский, 1711—1751 (с 1747 — генеральный штатгальтер Голландской республики)
- Вильгельм V Оранский, 1751—1795 (был генеральным штатгальтером Республики Соединённых провинций, пока она не была уничтожена Наполеоном)

## Мифические правители
В описании одного из курсов в университете Амстердама говорится: «Одной из особенностей фризской историографии и литературы с Средневековья до XIX и XX века является существование всестороннего корпуса фантастических, недостоверных и мистических исторических работ, которые касаются происхождения и идентичности фризов. Известные примеры — средневековые мифы о происхождении фризов (такие как Gesta Frisiorum и Tractatus Alvini), книги учёных-гуманистов XVI века, таких как Suffridus Petrus, Ocko van Scarl и Martinus Hamconius, и подделки XIX века, такие как Tescklaow и Ура-Линда».
В хронике XVII века Мартина Хамкония «Frisia seu de viris rebusque illustribus» перечисляются древние короли Фризии, начиная с Фризо, который будто бы прибыл из Индии во времена Александра Великого. Трактат XIX века Ура-Линда (считается мистификацией) приукрасил эти истории: в нём описана древняя и великолепная история фризов, уходящая корнями на тысячи лет назад. В течение этого времени, согласно трактату, фризов возглавляла череда правительниц, известных как матери народа; первой из них была эпонимная богиня Фрия, прародительница фризов.

### Богини и Матери народа
Согласно книге Ура-Линда
- Фрия, ? — 2194 до н. э. (прародительница фризов, которые якобы населяли всю северную и западную Европу)
- Фаста, 2194 — после 2145 до н. э. (назначена Фрией, когда та вознеслась к звёздам во время ужасного наводнения)
- Медея
- Тиания
- Хелления
- неизвестна
- Минна, 2013 до н. э. (отразила нападение финнов с востока, которые обосновались на фризских землях в Скандинавии)
- неизвестна
- Росамонд, 1631 до н. э. (фризы в Западной Европе восстали и стали кельтами)
- Хеллихт, 1621 до н. э.
- неизвестна
- Франа, ? — 590 до н. э. (убита финнами во время вторжения)
- Адела (de facto), 590—559 до н. э. (предположительно, создала компиляцию текстов, позднее ставшую Ура-Линдой)
- отсутствовала
- Госа, 306 — после 264 до н. э. (избрана после долгого отсутствия матерей народа; приблизительно на всей территории современных Нидерландов правили фризы)
- отсутствовала
- Пронтлик, 60 до н. э. (марионеточная мать народа, назначенная королём Асингой Асконом)

### Короли
Согласно трактатам Frisia seu de viris rebusque illustribus и Ура-Линда
- Фризо, 313—245 до н. э. (Адел I Фризо (de facto), 304—264 до н. э.) (установил военную наследственную монархию)
- Адел, 245—151 до н. э. (Адел II Атарик, 264 — ? до н. э.)
- Уббо, 151—71 до н. э. (Адел III Уббо)
- Асинга Аскон, 71 до н. э. — 11 н. э. (Адел IV Асега Аскар или Чёрный Адел) (обвиняется в том, что нанимал иноземные войска и принёс чуму)
- Диокар Сегон, 11—46
- Диббальд Сегон, 46—85 (возможно, Верритус) (был вынужден принять римскую защиту и, возможно, посетил Рим лично)
- Таббо, 85—130 (возможно, Малорикс)